# Lässliche Sünde
Eine lässliche Sünde (lateinisch peccatum veniale ‚verzeihliche Sünde‘) ist nach Lehre der römisch-katholischen Kirche und der orthodoxen Kirchen eine Sünde, die sich in ihrer Schwere von einer Todsünde unterscheidet. Im Gegensatz zur Todsünde, die einen schweren Verstoß gegen das Gesetz Gottes darstelle und daher die Liebe im Herzen des Menschen zerstöre, bleibt bei der lässlichen Sünde diese Liebe bestehen, die schwere Sünde verstößt aber dagegen.
Die lässlichen Sünden beeinträchtigen die Gemeinschaft mit Gott und den Menschen in der Weise, dass sie zu Sündenfolgen in der zeitlichen Existenz führen, die im Todesfalle eine Reinigung im Fegefeuer erforderlich machen. 
Die schwere Sünde (Todsünde) – als bewusste Abkehr von der Liebe Gottes – bewirkt den Verlust des Standes der Gnade vor Gott. Die Hinwendung zu Gott ist durch vollkommene Reue aber auch in diesem Fall noch möglich. Diese Reue führt zur Wiederherstellung der Taufgnade. Dazu bedarf es in jedem Fall einer Beichte mit Lossprechung durch den Priester. Im Bußsakrament spricht die Kirche dem reuigen Sünder auch dann die Vergebung Gottes zu (durch den Priester, der in persona Christi handelt), wenn die Gewissheit über die Vollkommenheit der Reue fehlt. Diese Gewissheit ist außerhalb des Sakraments nicht zu erlangen.
Obwohl die katholische Kirche die Beichte lässlicher Sünden nicht als verpflichtend ansieht, empfiehlt sie sie ausdrücklich (Andachtsbeichte):

„Das regelmäßige Bekenntnis unserer lässlichen Sünden ist für uns eine Hilfe, unser Gewissen zu bilden, gegen unsere bösen Neigungen anzukämpfen, uns von Christus heilen zu lassen und im geistigen Leben zu wachsen.“

Die orthodoxen Kirchen sehen dagegen für ihre Beichtpraxis die Unterscheidung zwischen lässlicher Sünde und Todsünde als „unerheblich“ an, da es um die Heilung einer Krankheit und um eine innere Wandlung gehe, bei der der Beichtvater nicht die Funktion eines Richters, sondern eines Arztes habe.